# Chelonodon
Chelonodon is een geslacht van straalvinnige vissen uit de familie van kogelvissen (Tetraodontidae). Het geslacht is voor het eerst wetenschappelijk beschreven in 1841 door Mueller.

## Soorten
- Chelonodon laticeps Smith, 1948
- Chelonodon patoca (Hamilton, 1822)
- Chelonodon pleurospilus (Regan, 1919)